# Hamburg-Bergedorfer Eisenbahn

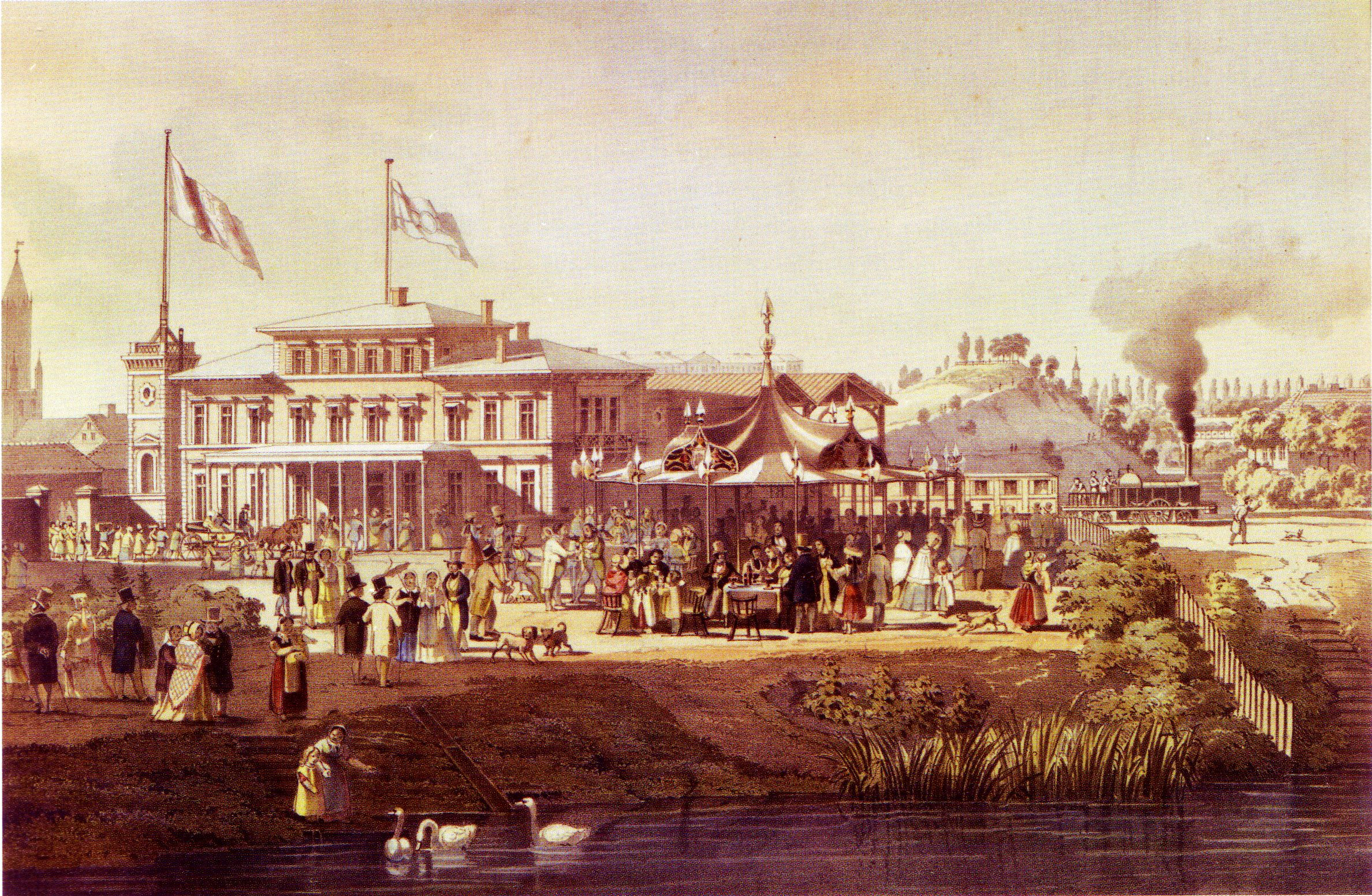
Eröffnung des Bahnhofes am Hamburger Deichtor 1842, Lithografie von Wilhelm Heuer

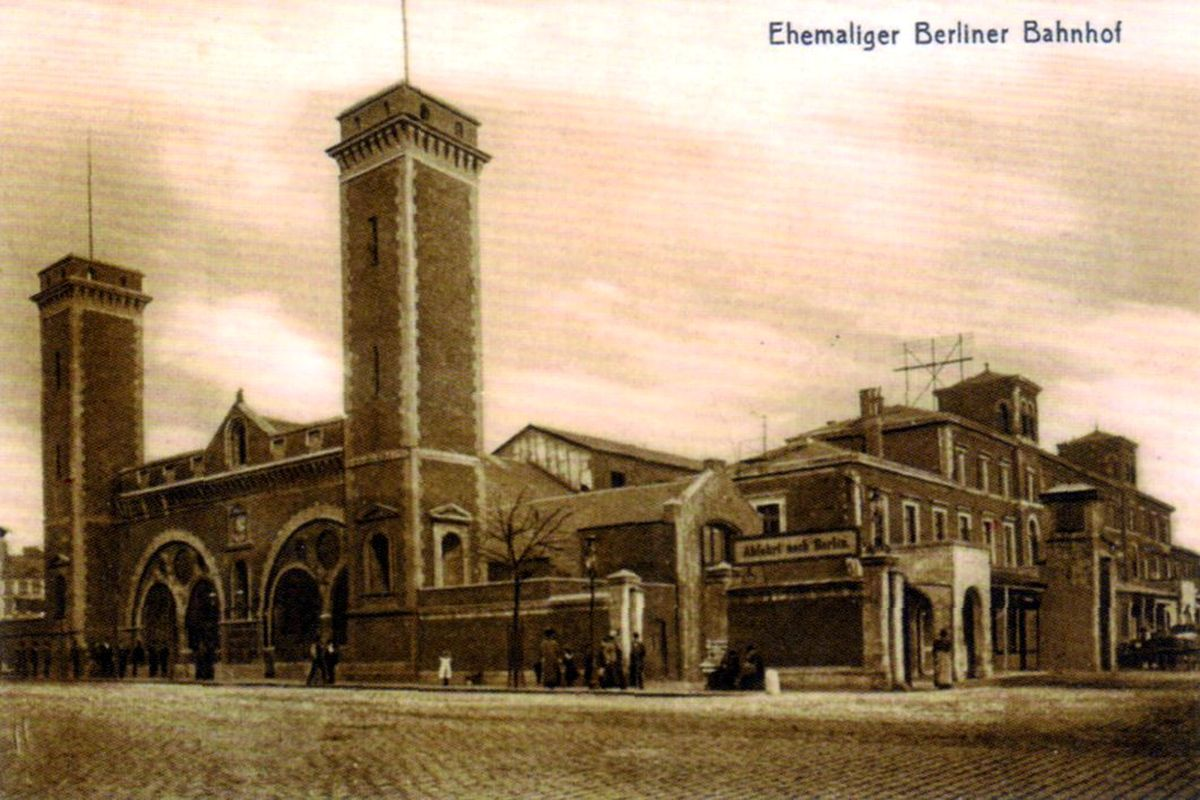
Derselbe Bahnhof nach dem Ausbau zum Berliner Bahnhof.

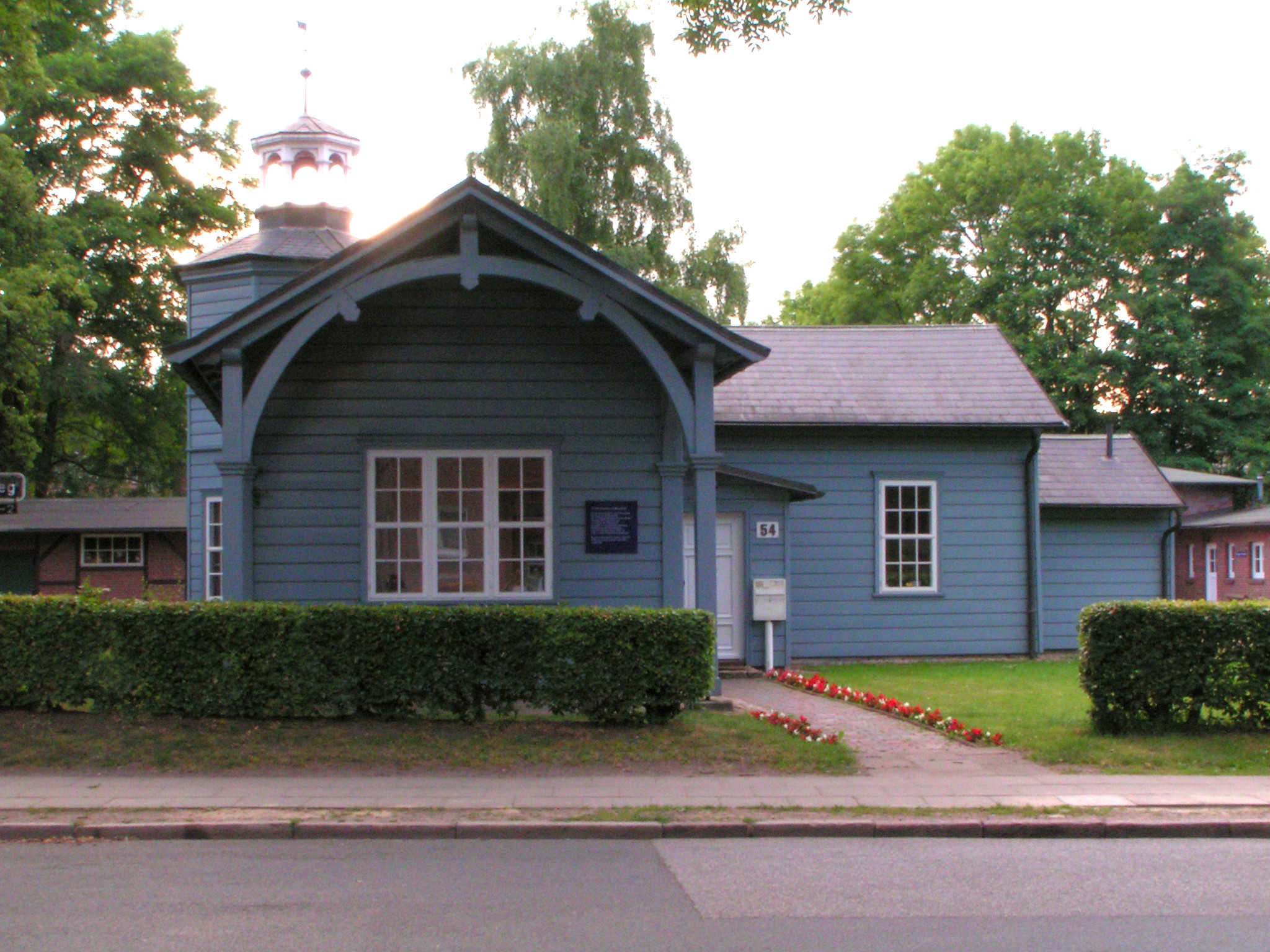
Alter Bahnhof Bergedorf

Die Hamburg-Bergedorfer Eisenbahn wurde 1842 eröffnet und war eine der ersten Eisenbahnstrecken in Norddeutschland. Sie verband den Bergedorfer Bahnhof in Hamburg, der in der Nähe des Deichtors lag, mit dem (alten) Bahnhof Bergedorf am Neuen Weg in Bergedorf.
Als wichtigste Bahnverbindung sah die hamburgische Bürgerschaft eine Verbindung zum Ostseehafen Lübeck an. Diese Strecke hätte jedoch durch holsteinisches Gebiet geführt, das in Personalunion vom dänischen König verwaltet wurde. Dänemark stellte sich bei den Konzessionsverhandlungen quer, konnte jedoch gegen die Verbindung nach Bergedorf keine Einwände erheben, da sie allein über hamburgisches Gebiet bzw. die damals gemeinsam mit Lübeck verwalteten Vierlande verlief. Die Strecke wurde 1838 von William Lindley geplant und vermessen, die Bahnhofsbauten entwarf Alexis de Chateauneuf. Da die Strecke durch die tiefgelegene und oft überflutete Marschlandschaft des Hammerbrook verlief, entwickelte Lindley bei den Arbeiten seinen Plan zur Entwässerung des Geländes durch ein Netz von Kanälen, die bis heute existieren. Geschäftsführer der Eisenbahngesellschaft war der Kaufmann Emil Müller.
Die Bauarbeiten begannen im März 1839, die erste Testfahrt am 19. Februar 1842 dauerte etwa 25 Minuten. Die Eröffnung der Eisenbahn war für den 7. Mai 1842 vorgesehen. Zwei Tage zuvor brach in Hamburg der „Große Brand“ aus, der große Teile der Innenstadt vernichtete. Die ersten Fahrten fanden tatsächlich vor dem 7. Mai statt: Sie dienten dem Transport von Löschgerät und Feuerwehrleuten nach Hamburg und der Evakuierung Obdachloser. Auf eine Feier wurde verzichtet.
Bereits bei der Planung der Strecke wurde eine Verlängerung über Geesthacht und Lauenburg nach Berlin berücksichtigt. Für die am 15. Dezember 1846 eröffnete Berlin-Hamburger Bahn wurde jedoch eine weiter nördlich liegende Trasse über Büchen gewählt, wo ab 1851 Anschluss an die Lübeck-Büchener Eisenbahn bestand. In Bergedorf wurde ein neuer Bahnhof errichtet und der alte Bahnhof Bergedorf verlor seine Funktion. In seiner Nähe entstand später der Bahnhof Bergedorf Süd der Bergedorf-Geesthachter Eisenbahn, die 1906 den Betrieb aufnahm.
In Hamburg wurde der Bergedorfer Bahnhof bereits ab 1844 erweitert und hieß fortan Berliner Bahnhof. Die Betreibergesellschaft der Hamburg-Bergedorfer Eisenbahn ging in der Berlin-Hamburger Eisenbahn-Aktiengesellschaft auf.